# Reichstett
Reichstett [ʁajʃtɛt] est une commune française située dans la circonscription administrative du Bas-Rhin et, depuis le 1er janvier 2021, dans le territoire de la Collectivité européenne d'Alsace, en région Grand Est.
Cette commune se trouve dans la région historique et culturelle d'Alsace.

## Géographie
Située à 7 km de Strasbourg et membre de l'Eurométropole de Strasbourg, Reichstett a été récompensée par trois fleurs au concours des villes et villages fleuris.
Reichstett est une étape du grand itinéraire cyclable EuroVelo 5 (EV5 Via Romea Francigena de Londres à Rome/Brindisi). Il emprunte entre Saverne et Strasbourg l'ancien chemin de halage du canal de la Marne au Rhin qui passe au sud-est de la commune. Par ailleurs, Reichstett est une étape de l'itinéraire cyclable franco-allemand de la piste des forts qui épouse l'ancienne ceinture de la place fortifiée de Strasbourg sur 85 kilomètres.

### Cours d'eau
- La Souffel.
- Le canal de la Marne au Rhin.

L’Eurométropole de Strasbourg a décidé de renaturer la Souffel, et de la restaurer dans son état hydromorphologique antérieur,.

### Communes limitrophes
| Vendenheim        |            | La Wantzenau                 |
| Mundolsheim       | Reichstett |                              |
| Souffelweyersheim |            | Hœnheim, Bischheim (enclave) |

### Hydrographie

#### Réseau hydrographique
La commune est dans le bassin versant du Rhin au sein du bassin Rhin-Meuse. Elle est drainée par le canal de la Marne au Rhin, la Souffel et le ruisseau le Riedgraben,.
Le canal de la Marne au Rhin, d'une longueur totale de 314 km, et 178 écluses à l'origine, relie la Marne (à Vitry-le-François) au Rhin (à Strasbourg). Par le canal latéral de la Marne, il est connecté au réseau navigable de la Seine vers l'Île-de-France et la Normandie.
La Souffel, d'une longueur de 25 km, prend sa source dans la commune de Kuttolsheim et se jette  dans l'Ill à Strasbourg, après avoir traversé 18 communes.

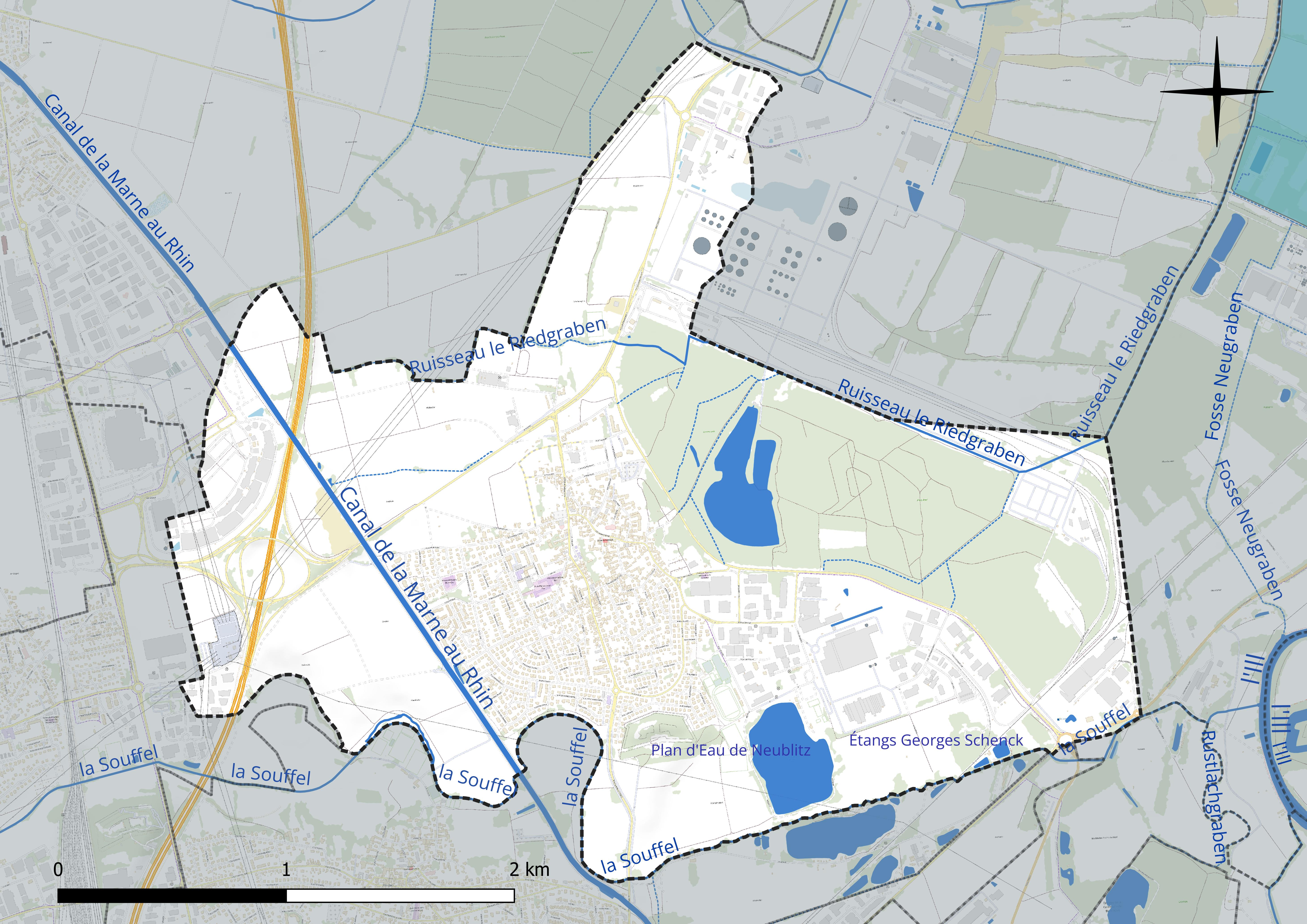
Réseau hydrographique de Reichstett.

Deux plans d'eau complètent le réseau hydrographique : le plan d'eau de Neublitz (12,2 ha) et les étangs Georges Schenck (0,4 ha),.

#### Gestion et qualité des eaux
Le territoire communal est couvert par le schéma d'aménagement et de gestion des eaux (SAGE) « Ill Nappe Rhin ». Ce document de planification concerne la nappe phréatique rhénane, les cours d'eau de la plaine d'Alsace et du piémont oriental du Sundgau, les canaux situés entre l'Ill et le Rhin et les zones humides de la plaine d'Alsace. Le périmètre s’étend sur 3 596 km2. Il a été approuvé le 17 janvier 2005. La structure porteuse de l'élaboration et de la mise en œuvre est la région Grand Est.
La qualité des cours d’eau peut être consultée sur un site dédié géré par les agences de l’eau et l’Agence française pour la biodiversité.

### Climat
Pour des articles plus généraux, voir Climat du Grand Est et Climat du Bas-Rhin.
En 2010, le climat de la commune est de type climat des marges montargnardes, selon une étude du Centre national de la recherche scientifique s'appuyant sur une série de données couvrant la période 1971-2000. En 2020, Météo-France publie une typologie des climats de la France métropolitaine dans laquelle la commune est exposée à un climat semi-continental et est dans la région climatique  Alsace, caractérisée par une pluviométrie faible, particulièrement en automne et en hiver, un été chaud et bien ensoleillé, une humidité de l’air basse au printemps et en été, des vents faibles et des brouillards fréquents en automne (25 à 30 jours).
Pour la période 1971-2000, la température annuelle moyenne est de 10,8 °C, avec une amplitude thermique annuelle de 18 °C. Le cumul annuel moyen de précipitations est de 755 mm, avec 10,1 jours de précipitations en janvier et 10,6 jours en juillet. Pour la période 1991-2020, la température moyenne annuelle observée sur la station météorologique de Météo-France la plus proche, « Waltenheim-sur-zorn », sur la commune de Waltenheim-sur-Zorn à 14 km à vol d'oiseau, est de 11,3 °C et le cumul annuel moyen de précipitations est de 652,2 mm. 
La température maximale relevée sur cette station est de 38 °C, atteinte le 7 août 2015 ; la température minimale est de −14,9 °C, atteinte le 20 décembre 2009,,.
Les paramètres climatiques de la commune ont été estimés pour le milieu du siècle (2041-2070) selon différents scénarios d'émission de gaz à effet de serre à partir des nouvelles projections climatiques de référence DRIAS-2020. Ils sont consultables sur un site dédié publié par Météo-France en novembre 2022.

## Urbanisme

### Typologie
Au 1er janvier 2024, Reichstett est catégorisée ceinture urbaine, selon la nouvelle grille communale de densité à sept niveaux définie par l'Insee en 2022.
Elle appartient à l'unité urbaine de Strasbourg (partie française), une agglomération internationale regroupant 23  communes, dont elle est une commune de la banlieue,,. Par ailleurs la commune fait partie de l'aire d'attraction de Strasbourg (partie française), dont elle est une commune de la couronne,. Cette aire, qui regroupe 268 communes, est catégorisée dans les aires de 700 000 habitants ou plus (hors Paris),.

### Occupation des sols
L'occupation des sols de la commune, telle qu'elle ressort de la base de données européenne d’occupation biophysique des sols Corine Land Cover (CLC), est marquée par l'importance des territoires agricoles (40,3 % en 2018), une proportion sensiblement équivalente à celle de 1990 (40,5 %). La répartition détaillée en 2018 est la suivante : terres arables (30,3 %), zones industrielles ou commerciales et réseaux de communication (22 %), forêts (20,1 %), zones urbanisées (15,5 %), zones agricoles hétérogènes (10 %), eaux continentales (2,2 %). L'évolution de l’occupation des sols de la commune et de ses infrastructures peut être observée sur les différentes représentations cartographiques du territoire : la carte de Cassini (XVIIIe siècle), la carte d'état-major (1820-1866) et les cartes ou photos aériennes de l'IGN pour la période actuelle (1950 à aujourd'hui).

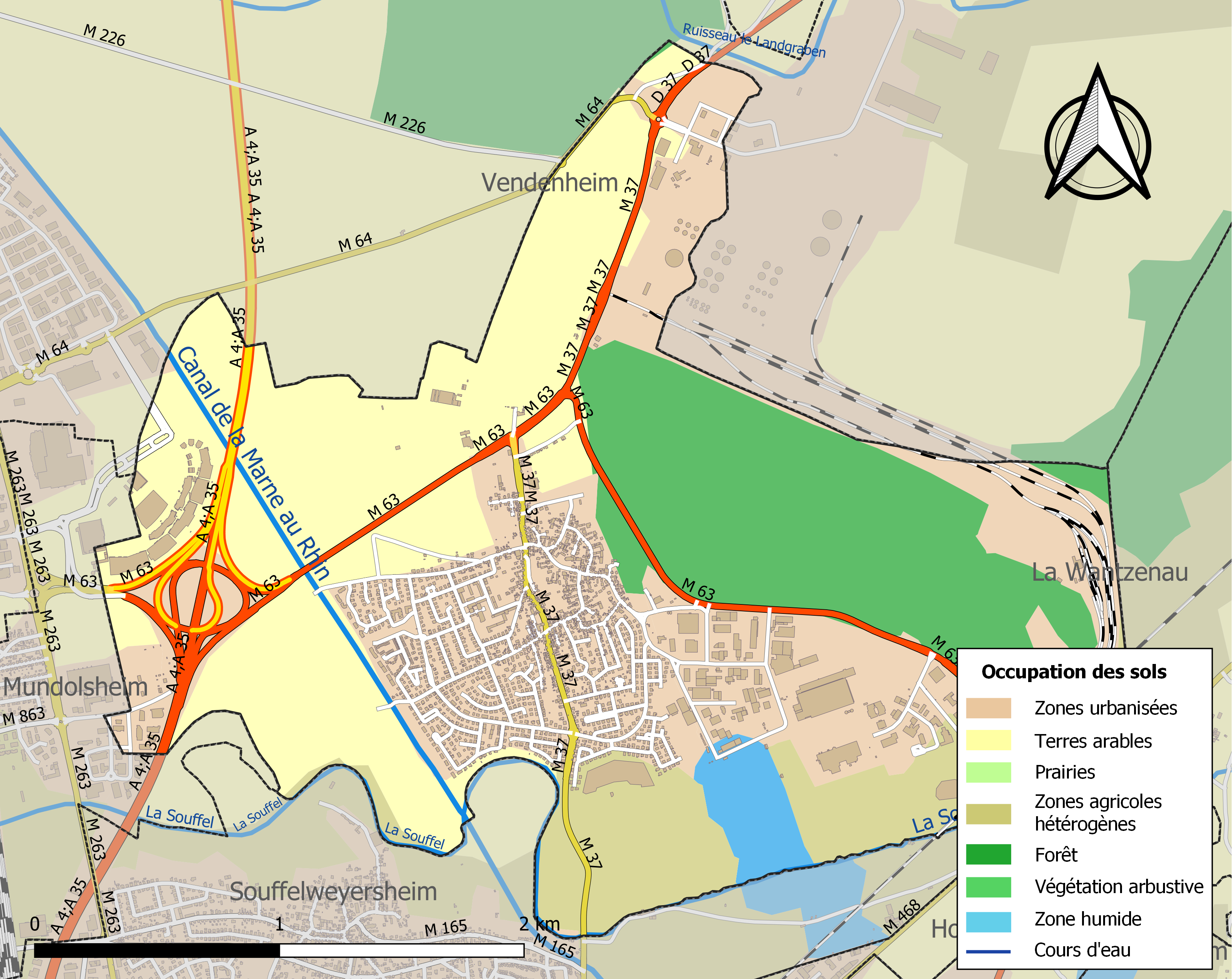
Carte des infrastructures et de l'occupation des sols de la commune en 2018 (CLC).

## Histoire
Pour la première fois, l'existence du village est mentionnée dans un document de l'empereur Frédéric Barberousse. Reichstett faisait alors partie du Saint-Empire romain germanique, le premier empire allemand. Barberousse légua en 1163 les biens de la banlieue de Rinstett à l'église Saint-Thomas de Strasbourg. De 1271 à 1486, on fait mention d'une génération de noblesse qui s'éteignit avec Nicolas de Rinstett en 1486. Un document de 1350 nomme le village de Rynstett alors qu'en 1163 on écrivait Rinstetten et en 1259 Rinstettin.
Incendiée à plusieurs reprises par des bandes pillardes, Reichstett fut entièrement détruite par les troupes de Mansfeld en 1622, lors de la guerre de Trente Ans qui ravageait l'Empire allemand. Dix ans plus tard, en 1632, les Suédois forcèrent les habitants à évacuer le village. En 1667, Reichstett ne comptait plus que 80 habitants qui payaient la dîme au curé du village. Dans un document de 1670, il apparaît que Reichstett était un village riche, au sol fertile, possédant une belle forêt et des champs bien cultivés.
En 1678, Reichstett fut envahie par les armées françaises du maréchal de Créquy, lesquelles incendièrent le village, tandis que Turenne poursuivait les soldats impériaux au-delà du Rhin. C'est de cette époque que date son annexion par la France.
De 1790 à 1802, Reichstett appartenait au canton de Brumath ; de 1802 à 1835 au canton d'Oberhausbergen, de 1835 à 1973 au canton de Schiltigheim.
En 1800, Reichstett comptait 778 habitants et 1 002 en 1833.
En 1871, on dénombrait 218 maisons avec 1 048 habitants, en 1907, 252 maisons abritent 1 464 habitants.
Dès 1869 il est fait mention de l'école à classe unique et mixte. Cette école était dirigée par un instituteur. Chaque élève payait 10 centimes par semaine et, en hiver, apportait sa bûche. Le nombre croissant d'élèves déclencha la création d'une deuxième classe. L'instruction des filles était confiée à une sœur de saint Jean de Basse (1827).
L'église actuelle, construire en 1767, fut agrandie par deux transepts vers 1900. La construction des orgues date de la même époque.
Durant la Première Guerre mondiale, les soldats (allemands) employèrent le fort Rapp comme camp de prisonniers russes et italiens. Entre les deux guerres, une politique radicale de francisation fut établie dans les écoles, puis à nouveau suspendue durant l'occupation nazie de 1940-1944. De juin 1940 à la Libération en 1944, Reichstett, comme d'ailleurs toute l'Alsace, subit l'annexion de facto au Troisième Reich allemand. La commune fut administrée par un Bürgermeister et un Ortsgruppenleiter (après avoir connu pendant des siècles un Schultheiß et pendant la période 1790-1871 un maire).
Le 23 novembre 1944, la commune fut libérée par la 2e division blindée du général Leclerc. Le général de Gaulle, grâce à son prestige auprès des Américains, réussit à maintenir ces derniers sur leurs positions occupées en novembre 1944 face à une contre-offensive allemande. Quelques jours après, une contre-offensive lancée par les troupes françaises écartait tout danger.
À la Libération, un comité administratif fut désigné par le préfet et resta en fonction jusqu'aux premières élections municipales en automne 1945.
Dès lors, la commune connut un essor des plus considérables, surtout à partir de 1960, début de la construction de la raffinerie.

## Politique  et administration

### Élections présidentielles

#### Présidentielle de 2017[22]
| Candidat                                              | Score au premier tour | Candidat au second tour            | Score au second tour |
| ----------------------------------------------------- | --------------------- | ---------------------------------- | -------------------- |
| M. François FILLON (LES RÉPUBLICAINS)                 | 26,94 %               | M. Emmanuel MACRON (EN MARCHE !)   | 65,82 %              |
| Mme Marine LE PEN (FRONT NATIONAL)                    | 22,86 %               | Mme Marine LE PEN (FRONT NATIONAL) | 34,18 %              |
| M. Emmanuel MACRON (EN MARCHE !)                      | 22,17 %               |                                    |                      |
| M. Jean-Luc MELENCHON (LA FRANCE INSOUMISE)           | 13,11 %               |                                    |                      |
| M. Nicolas DUPONT-AIGNAN (DEBOUT LA FRANCE)           | 6,55 %                |                                    |                      |
| M. Benoît HAMON (PARTI SOCIALISTE)                    | 5,21 %                |                                    |                      |
| M. François ASSELINEAU (UNION POPULAIRE RÉPUBLICAINE) | 1,35 %                |                                    |                      |
| M. Jean LASSALLE (RESISTONS !)                        | 0,91 %                |                                    |                      |
| Mme Nathalie ARTHAUD (LUTTE OUVRIÈRE)                 | 0,47 %                |                                    |                      |
| M. Philippe POUTOU (NOUVEAU PARTI ANTICAPITALISTE)    | 0,40 %                |                                    |                      |
| M. Jacques CHEMINADE (SOLIDARITÉ ET PROGRÈS)          | 0,04 %                |                                    |                      |

#### Présidentielle de 2012[23]
| Premier tour                                         | Second tour                                          |
| M. Nicolas SARKOZY UNION POUR UN MOUVEMENT POPULAIRE | M. Nicolas SARKOZY UNION POUR UN MOUVEMENT POPULAIRE |
| 36.24 %                                              | 66.26 %                                              |
| Mme Marine LE PEN FRONT NATIONAL                     | M. François HOLLANDE PARTI SOCIALISTE                |
| 20.16 %                                              | 33.74 %                                              |
| M. François HOLLANDE PARTI SOCIALISTE                |                                                      |
| 19 %                                                 |                                                      |
| M. François BAYROU MOUVEMENT DÉMOCRATE               |                                                      |
| 13.23 %                                              |                                                      |
| M. Jean-Luc MÉLENCHON FRONT DE GAUCHE                |                                                      |
| 6.02 %                                               |                                                      |
| Mme Eva JOLY EUROPE ECOLOGIE LES VERTS               |                                                      |
| 2.11 %                                               |                                                      |
| M. Nicolas DUPONT-AIGNAN DEBOUT LA RÉPUBLIQUE        |                                                      |
| 1.62 %                                               |                                                      |
| M. Philippe POUTOU NOUVEAU PARTI ANTICAPITALISTE     |                                                      |
| 0.67 %                                               |                                                      |
| Mme Nathalie ARTHAUD LUTTE OUVRIÈRE                  |                                                      |
| 0.53 %                                               |                                                      |
| M. Jacques CHEMINADE SOLIDARITÉ ET PROGRÈS           |                                                      |
| 0.42 %                                               |                                                      |

### Elections législatives

#### Législatives de 2017[24]
| Candidat                                                                                 | Score au premier tour | Candidat au second tour                                                        | Score au second tour |
| ---------------------------------------------------------------------------------------- | --------------------- | ------------------------------------------------------------------------------ | -------------------- |
| M. Georges SCHULER (alors maire de Reichstett) LES RÉPUBLICAINS - UNION DES INDÉPENDANTS | 36,52 %               | M. Georges SCHULER LES RÉPUBLICAINS - UNION DES INDÉPENDANTS                   | 54,94 %              |
| M. Bruno STUDER LA RÉPUBLIQUE EN MARCHE !                                                | 33,26 %               | M. Bruno STUDER LA RÉPUBLIQUE EN MARCHE ! (élu député dans la circonscription) | 45,06 %              |
| Mme Diana GARNIER-LANG FRONT NATIONAL                                                    | 10,42 %               |                                                                                |                      |
| Mme Floriane DUPRÉ LA FRANCE INSOUMISE                                                   | 5,70%                 |                                                                                |                      |
| Mme Andrée MUNCHENBACH RÉGIONALISTES                                                     | 3,74 %                |                                                                                |                      |
| M. Serge OEHLER PARTI SOCIALISTE                                                         | 3,36 %                |                                                                                |                      |
| Mme Christelle SYLLAS EUROPE ECOLOGIE - LES VERTS                                        | 2,93 %                |                                                                                |                      |
| Mme Julie ROESCH PARTI ANIMALISTE                                                        | 1,47 %                |                                                                                |                      |
| Mme Lucienne ANTHIAUME DEBOUT LA FRANCE                                                  | 1,25 %                |                                                                                |                      |
| M. Antoine SPLET PARTI COMMUNISTE FRANÇAIS                                               | 0,49 %                |                                                                                |                      |
| Mme Marie-Claire LECHENE LUTTE OUVRIÈRE                                                  | 0,27 %                |                                                                                |                      |
| Mme Sylvie MARINET UNION POPULAIRE RÉPUBLICAINE                                          | 0,22 %                |                                                                                |                      |
| M. Salih CAGLAR DIVERS                                                                   | 0,22 %                |                                                                                |                      |
| M. Xavier CODDERENS EXTRÊME DROITE                                                       | 0,16 %                |                                                                                |                      |
| M. Yves LAYBOURN DIVERS DROITE                                                           | 0,00%                 |                                                                                |                      |

#### Législatives de 2012[25]
| Premier tour                                         | Second tour                                          |
| M. André SCHNEIDER UNION POUR UN MOUVEMENT POPULAIRE | M. André SCHNEIDER UNION POUR UN MOUVEMENT POPULAIRE |
| 52.18 %                                              | 65.51 %                                              |
| Mme Andrée BUCHMANN EUROPE-ECOLOGIE-LES VERTS        | Mme Andrée BUCHMANN EUROPE-ECOLOGIE-LES VERTS        |
| 24.56 %                                              | 34.49 %                                              |
| Mme Huguette FATNA FRONT NATIONAL                    |                                                      |
| 14.52 %                                              |                                                      |
| M. Marc BAADER FRONT DE GAUCHE                       |                                                      |
| 3.21 %                                               |                                                      |
| Mme Mathilde KARCELES LE CENTRE POUR LA FRANCE       |                                                      |
| 2.91 %                                               |                                                      |
| M. Jean-Paul LEONHARDT DIVERS DROITE                 |                                                      |
| 1.16 %                                               |                                                      |
| M. Matthieu WIEDENHOFF AUTRES                        |                                                      |
| 0.9 %                                                |                                                      |
| Mme Marie-Claire LECHENE EXTRÊME GAUCHE              |                                                      |
| 0.55 %                                               |                                                      |

#### Législatives de 2007[26]
| Premier tour                                  | Second tour           |
| M. Yves BUR UNION POUR UN MOUVEMENT POPULAIRE | données indisponibles |
| 59.64 %                                       | données indisponibles |
| M. Claude FROEHLY SOCIALISTE                  | données indisponibles |
| 13.85 %                                       | données indisponibles |
| Mme Anne MEUNIER UDF-MOUVEMENT DÉMOCRATE      | données indisponibles |
| 10.36 %                                       | données indisponibles |
| Mme Marie Madeleine HEITZFRONT NATIONAL       | données indisponibles |
| 5.16 %                                        | données indisponibles |
| M. Jacques FERNIQUE LES VERTS                 | données indisponibles |
| 4.58 %                                        | données indisponibles |
| M. Fabien FOESSER ECOLOGISTE                  | données indisponibles |
| 1.82 %                                        | données indisponibles |
| M. Michel OSWALD EXTRÊME GAUCHE               | données indisponibles |
| 1.25 %                                        | données indisponibles |
| M. Frédéric LALANDE EXTRÊME DROITE            | données indisponibles |
| 1.04 %                                        | données indisponibles |
| Mme Ariane HENRY COMMUNISTE                   | données indisponibles |
| 0.83 %                                        | données indisponibles |
| M. Marc BAUD-BERTHIER EXTRÊME GAUCHE          | données indisponibles |
| 0.78 %                                        | données indisponibles |
| M. Anthony MECKERT DIVERS                     | données indisponibles |
| 0,68%                                         | données indisponibles |

### Jumelages
Reichstett est jumelée avec :
- Gouesnou (France).

## Équipements et services publics

### Enseignement
Reichstett dispose d'une école maternelle publique et d'une école élémentaire publique ainsi que depuis septembre 2017, une école maternelle montessori.

## Population et société

### Démographie
L'évolution du nombre d'habitants est connue à travers les recensements de la population effectués dans la commune depuis 1793. Pour les communes de moins de 10 000 habitants, une enquête de recensement portant sur toute la population est réalisée tous les cinq ans, les populations de référence des années intermédiaires étant quant à elles estimées par interpolation ou extrapolation. Pour la commune, le premier recensement exhaustif entrant dans le cadre du nouveau dispositif a été réalisé en 2008.

En 2022, la commune comptait 4 554 habitants, en évolution de +2,8 % par rapport à 2016 (Bas-Rhin : +3,17 %, France hors Mayotte : +2,11 %).
| 1793 | 1800 | 1806 | 1821 | 1831  | 1836  | 1841  | 1846  | 1851  |
| ---- | ---- | ---- | ---- | ----- | ----- | ----- | ----- | ----- |
| 765  | 778  | 884  | 932  | 1 002 | 1 025 | 1 119 | 1 073 | 1 066 |

| 1856  | 1861  | 1866  | 1871  | 1875  | 1880  | 1885  | 1890  | 1895  |
| ----- | ----- | ----- | ----- | ----- | ----- | ----- | ----- | ----- |
| 1 053 | 1 074 | 1 005 | 1 050 | 1 069 | 1 087 | 1 102 | 1 286 | 1 354 |

| 1900  | 1905  | 1910  | 1921  | 1926  | 1931  | 1936  | 1946  | 1954  |
| ----- | ----- | ----- | ----- | ----- | ----- | ----- | ----- | ----- |
| 1 395 | 1 464 | 1 488 | 1 240 | 1 306 | 1 340 | 1 353 | 1 368 | 1 457 |

| 1962  | 1968  | 1975  | 1982  | 1990  | 1999  | 2006  | 2008  | 2013  |
| ----- | ----- | ----- | ----- | ----- | ----- | ----- | ----- | ----- |
| 1 666 | 2 548 | 3 597 | 4 464 | 4 640 | 4 882 | 4 558 | 4 466 | 4 407 |

| 2018  | 2022  | - | - | - | - | - | - | - |
| ----- | ----- | - | - | - | - | - | - | - |
| 4 406 | 4 554 | - | - | - | - | - | - | - |

## Économie

### Acteurs économiques présents à Reichstett
Vendenheim et, dans une moindre mesure, Reichstett accueillaient une raffinerie de pétrole appartenant au groupe Petroplus et classée Seveso. La raffinerie ferme en 2010 mais un dépôt pétrolier demeure sur le site. Les installations désaffectées de l'ancienne raffinerie ont été démantelées — seule une cheminée a été conservée en mémoire du passé industriel du site mais aussi pour servir d'habitat à des faucons — pour permettre l'aménagement d'un zone d'activités nommée Écoparc Rhénan. 
Les sites Butagaz, Wagram Terminal et Wagram Terminal wagon gpl sont classées Seveso seuil haut.
La multinationale mexicaine de matériaux de construction Cemex y possède une unité de production de béton prêt à l'emploi.
Reichstett possède, dans son banc communal, une zone industrielle comportant de nombreuses entreprises ainsi qu'une société d'expertise comptable le long de la D 63.
Une partie de la zone commerciale nord de Strasbourg se trouve sur le territoire de la commune. 
De nombreux commerces sont présents dans la ville : boulangerie, coiffeur, bureau de tabac, fleuriste, supermarché, sans oublier un bureau de poste, une pharmacie et plusieurs banques. En outre, des possibilités de restauration et d'hébergement existent dans la ville.

### Données statistiques sur la commune
Le taux de chômage y était en 2015 de 10,7%, contre 11% pour la moyenne nationale.
Le niveau de diplôme à Reichstett en 2015 :
| Données 2015                        | Personnes non scolarisées | % de la population non scolarisée | Moyenne des villes |
| ----------------------------------- | ------------------------- | --------------------------------- | ------------------ |
| Aucun diplôme                       | 887                       | 25,5 %                            | 30,9 %             |
| CAP / BEP                           | 1 195                     | 34,4 %                            | 29,0 %             |
| Baccalauréat / brevet professionnel | 554                       | 15,9 %                            | 21,5 %             |
| Diplôme de l'enseignement supérieur | 841                       | 24,2 %                            | 22,6 %             |

En 2017, le niveau de vie médian est de 23 867 € euros. Il est assez élevé comparé au reste de la France (la commune est classée 3 313 sur 32 974) mais est assez similaire au reste de l'Alsace.
L'INSEE a également fait un répertoire statistique très complet sur la commune (emploi, ménages, patrimoines, diplômes, revenus, secteurs d'activité,etc.)

## Culture locale et patrimoine

### Lieux et monuments
- Le Parc de la maison alsacienne[39].
- Le fort Rapp-Moltke[40].
- L'ancien mécanisme d'horloge de l'église[41].
- L'écluse 49 sur le canal de la Marne au Rhin[42].

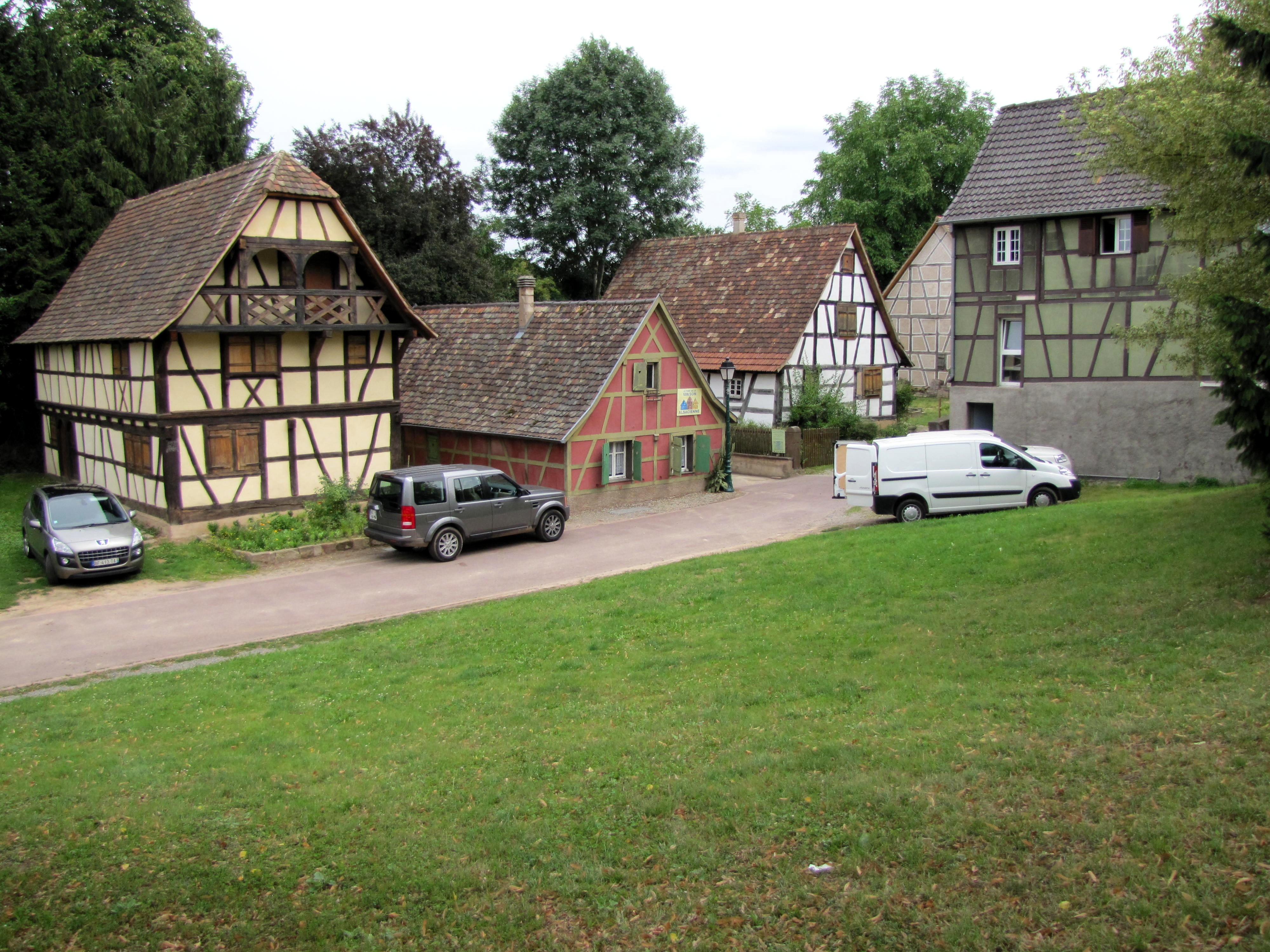
Anciennes maisons alsaciennes.
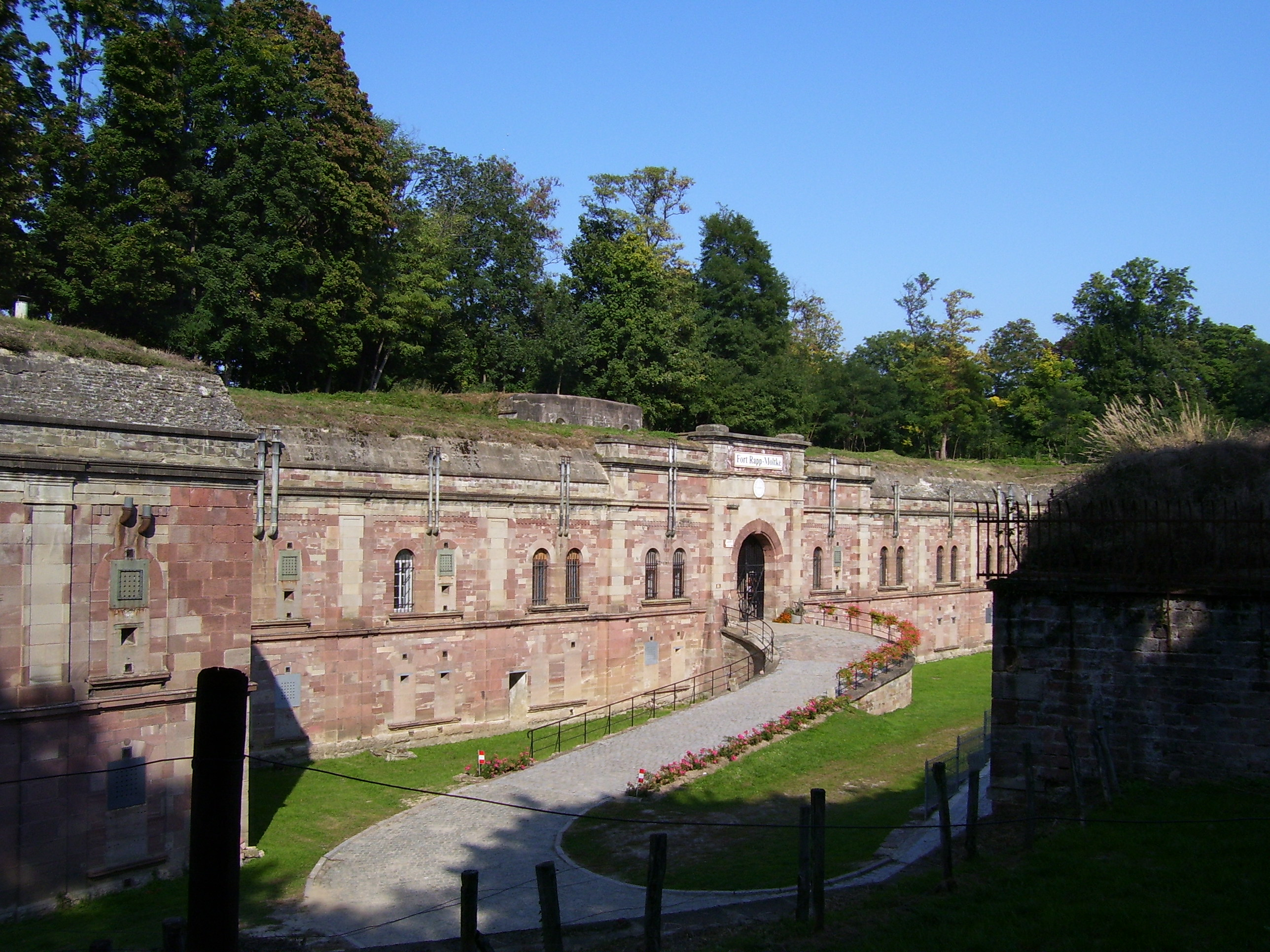
Fort Rapp (ancien fort Moltke).
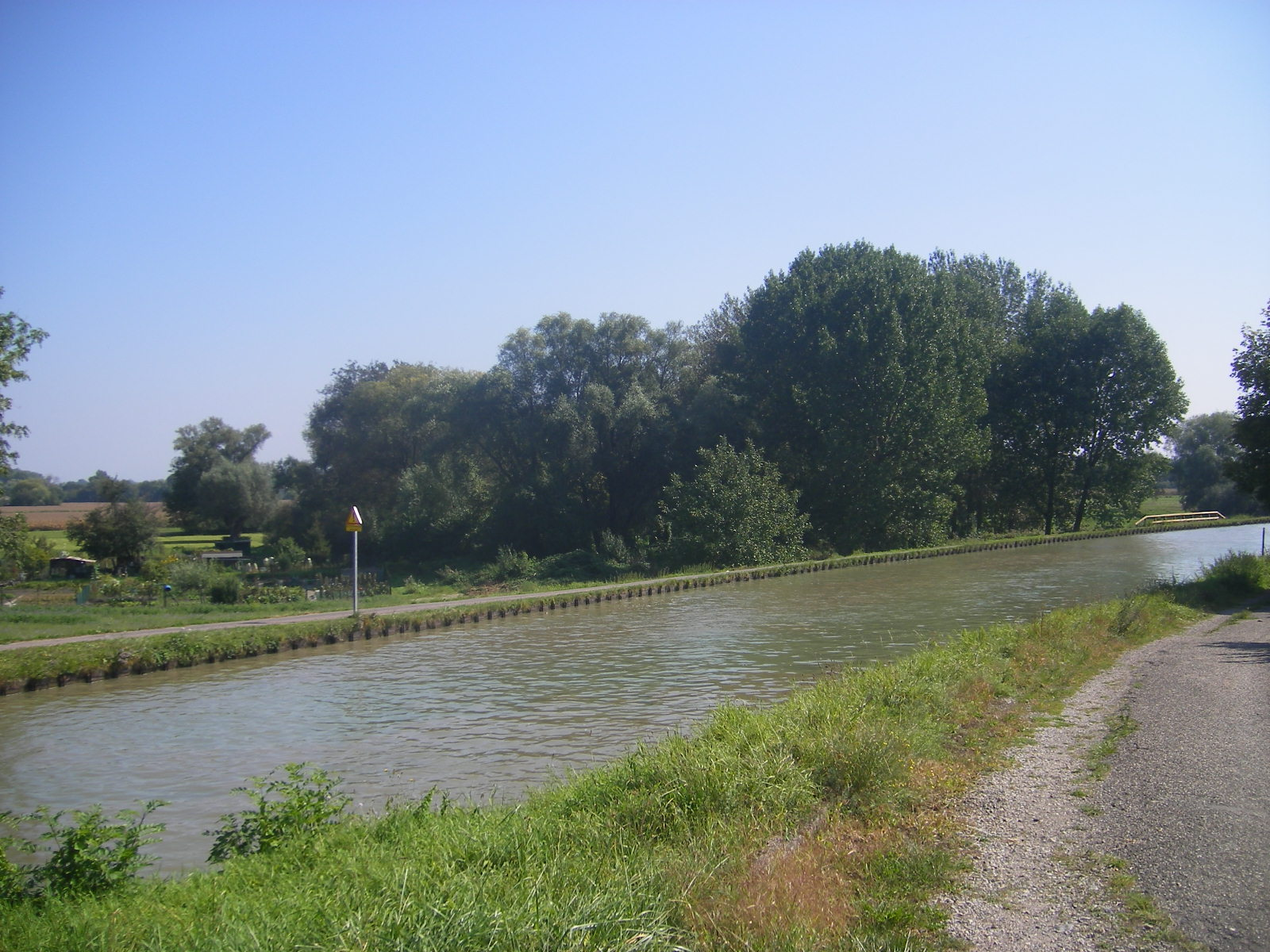
Canal de la Marne au Rhin.

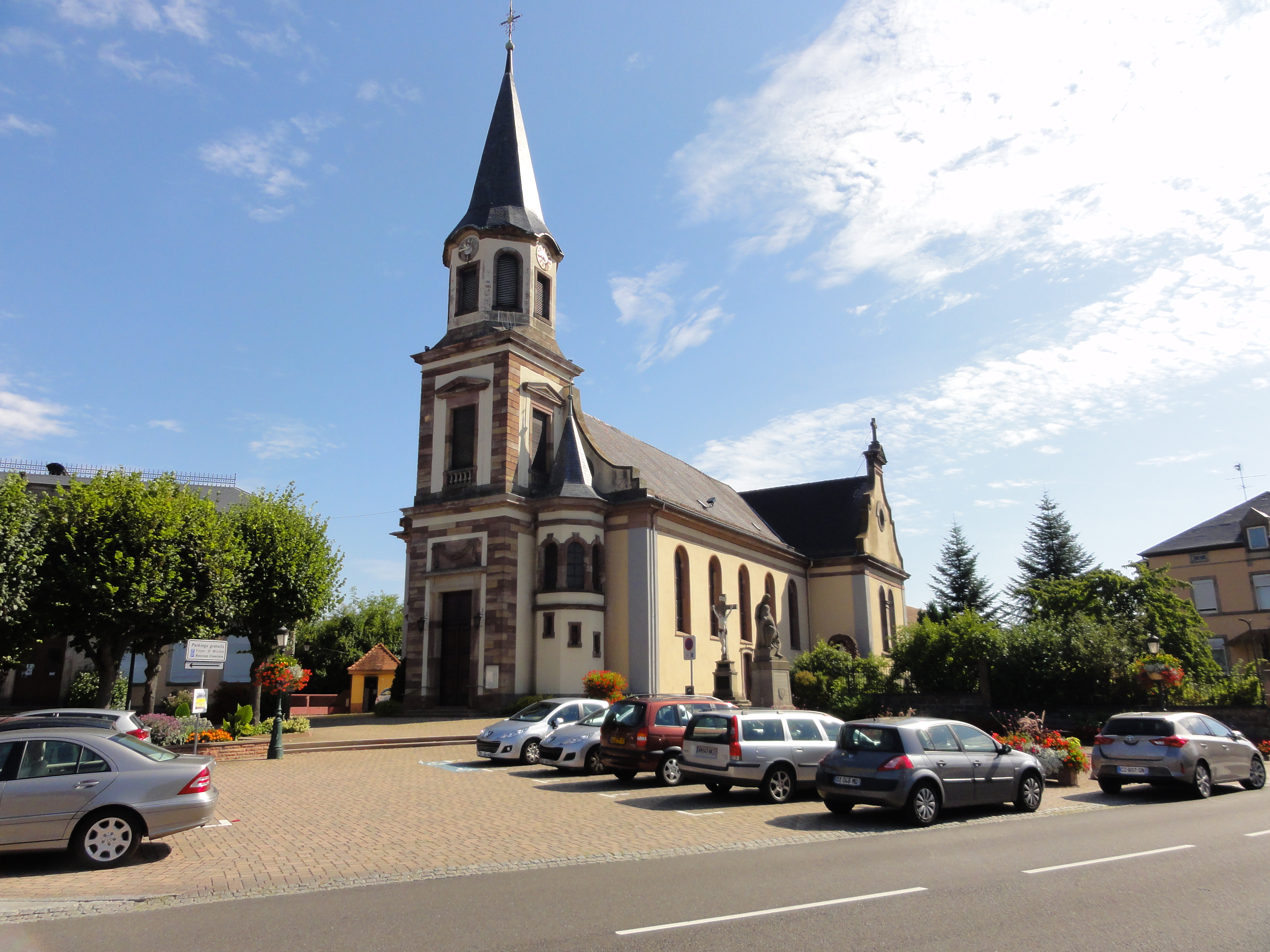
Église catholique de Reichstett.

#### L'église paroissiale Saint-Michel[43]et son orgue[44],[45]parmi d'autres objets remarquables[46].
La chapelle Saint-Michel est citée depuis 1454. En 1767, la nef a été reconstruite dans l'axe de la tour médiévale sous la supervision de Christiani Père (alors inspecteur principal des Ponts et Chaussées d'Alsace).
Photos et précisions sur le site du ministère de la Culture et l'Observatoire du patrimoine religieux.

#### Minecraft
Reichstett est le village d'origine du serveur minecraft Minefield,.
Le village a en partie été reproduit sur Minecraft.

#### Vandalisme
Le 6 mars 2019, l’église catholique de Reichstett a été victime de vandalisme. Selon les Dernières Nouvelles d'Alsace : 

« Un vitrail a été brisé sur quelques dizaines de centimètres, constate Georges Schuler, le maire de la commune. Par ailleurs des vitres ont été cassées et une porte dégradée sur un petit bâtiment attenant à l’église dans lequel se trouvent les sanitaires. Et quelques tags, sans caractère religieux, ont aussi été tracés à la craie sur les murs ».

« Début novembre, c’est le temple protestant de Reichstett qui avait été la cible de dégradations. Quatre vitres y avaient été caillassées »

### Personnalités liées à la commune
- La Reichstettoise Laetitia Lorentz a été élue Miss Prestige Alsace 2017, le 15 octobre 2017 au Paradis des sources à Soultzmatt.
- Le présentateur Dennis Brognart (koh Lanta) y vécut durant 4 ans pendant son enfance rue des Hirondelles.

### Héraldique
| Blason de Reichstett | Blason  | D'azur à saint Michel Archange tenant de sa dextre une épée haute et de sa senestre une balance, le tout d'or. |
| Blason de Reichstett | Détails | |